# Драмле
Драмле (фр. Dramelay) насеље је и општина у источној Француској у региону Франш-Конте, у департману Јура која припада префектури Лон ле Соније.
По подацима из 2011. године у општини је живело 35 становника, а густина насељености је износила 5,36 становника/km². Општина се простире на површини од 6,53 km². Налази се на средњој надморској висини од 432 метара (максималној 629 m, а минималној 340 m).

## Демографија
| 1962. | 1968. | 1975. | 1982. | 1990. | 1999. | 2011. |
| ----- | ----- | ----- | ----- | ----- | ----- | ----- |
| 42    | 45    | 43    | 43    | 44    | 32    | 35    |

График промене броја становника у току последњих година